# Monastîrîșce
Monastîrîșce (în ucraineană Монастирище) este orașul raional de reședință al raionului Monastîrîșce din regiunea Cerkasî, Ucraina. În afara localității principale, mai cuprinde și satul Nove Misto.

## Demografie
Componența lingvistică a orașului Monastîrîșce
     Ucraineană (97,46%)
     Rusă (2,12%)
     Alte limbi (0,21%)
Conform recensământului din 2001, majoritatea populației orașului Monastîrîșce era vorbitoare de ucraineană (97,46%), existând în minoritate și vorbitori de rusă (2,12%).